# Kościół Matki Bożej Szkaplerznej w Przemyślu
Kościół Matki Bożej Szkaplerznej w Przemyślu – kościół i klasztor sióstr Karmelitanek bosych, znajdujący się w Przemyślu, w województwie podkarpackim. Zespół klasztorny położony jest na zboczu Wzgórza Tatarskiego i jest najwyżej położonym obiektem sakralnym w mieście.

## Historia
W dniu 1 marca 1884 roku karmelitanki bose przybyły do Przemyśla. Zostały przywiezione do miasta przez świętego Rafała Kalinowskiego. Do dnia 11 listopada 1900 roku, czyli do momentu konsekracji kościoła i klasztoru, mieszkały w małym i ciasnym klasztorze. Przez ten czas zbierały fundusze na budowę swojej nowej siedziby. Budowa była kierowana przez przyjaciela karmelitanek, księdza kanonika Józefa Wiejowskiego, kanclerza kurii diecezjalnej przemyskiej. Dzięki jego determinacji, w ciągu roku został wybudowany kościół i klasztor. Autorem projektu był architekt miejski Michał Zajączkowski. Konsekracji zespołu klasztornego dokonał ówczesny biskup przemyski, obecnie święty Józef Sebastian Pelczar. Na uroczystość konsekracji przybyło wielu gości. Uroczystość wywołała wielkie poruszenie na ziemi przemyskiej, mimo że Polska była wtedy pod zaborami. Siostry zakonne budując kościół i klasztor zaciągnęły wiele kredytów, dlatego kuria diecezjalna przemyska zdecydowała o wydaniu książki o karmelitankach. Dzięki zyskom z ich sprzedaży, należności te częściowo zostały uregulowane. Nabożeństwa ówcześnie były odprawiane przez księży diecezjalnych, ponieważ kościół Karmelitów Bosych był użytkowany przez unitów. W dniu 11 listopada 2000 klasztor Karmelitanek Bosych obchodził swoje stulecie.